# Cementiri d'Olot: Galeria de Santa Sabina
Cementiri d'Olot: Galeria de Santa Sabina és una obra d'Olot (Garrotxa) protegida com a bé cultural d'interès local.

## Descripció
Una de les galeries més boniques del cementeri d'Olot és la de Santa Sabina; a sobre d'ella podem trobar la majoria de plaques de bronze realitzades per escultors i pintors olotins de finals del segle passat i començaments d'aquest: Berga i Boada, Celestí Devesa...etc. Aquestes, a manera de portes, guarden els tres nínxols familiars, coronats per un entaulament de forma triangular, ornat amb motius vegetals estilitzats. A cada costat hi ha unes columnetes amb capitells corintis i altres elements decoratius. Totes les làpides són modernistes.

### Realitzades perCelestí Devesa, en bronze
- - 1091 Família Juvinyà-Noguera. Representació de tres ploraneres amb un gran treball detallista dels vestits.[1]
- - 1901 Família d'Anton Torrent. Representació d'un àngel que puja una ànima en braços cap al cel.[1]
- - 1902 Família Artigas. Representació d'un àngel amb vestits ornats de flors.[1]
- - 1902 Família d'Albert Tenas. Àngel de la resurrecció amb la trompeta a la mà: gran treball detallista, amb fullatges i flors als vestits.[1]
- - 1902 Representació de la Verge Maria amb l'Infant, voltats d'àngels i d'una ànima que puja cap al cel.[1]
- - 1904 Representació de la Verge Maria amb un estol d'àngels i una ànima que puja dels llimbs.[1]
- - 1907 Família de Josep Solà. Representació d'un àngel sobre una muntanya de núvols.[1]
- - 1908 Família Rius Carlets. Representació de dos àngels acompanyats d'una dona resant.[1]
- - Família Buch. Representació de dos ploraneres.[1]

### Realitzada perLluís Curós, en bronze
- Família de Tomàs Ferrarons. Escena d'un àngel portant una gran corona de flors a la mà. Situada a la part alta del cementiri, lluny de la galeria de Santa Sabina.[1]

### Realitzada perJosep Berga i Boada, en bronze
- 1900 Família d'Agustí Coll. L'escena se centra en la figura d'un àngel, abillat amb una llarga túnica curosament treballada, que aixeca el braç dret portant la creu. El conjunt té un gran moviment i força expressiva: és el triomf sobre la mort gràcies a Crist.[1]

### Realitzada per Lluís Carbonell, en bronze
- 1965 Família Domènech. Figura estilitzada d'una noia portant una corona de llorer a les mans.[1]
- 1967 Família Ribes-Tenes Representació d'un àngel que puja una ànima cap al cel.[1]

## Història
Olot es veu sotmesa durant el primer terç del segle xix a importants fets d'armes que condicionen fortament el desenvolupament normal de la ciutat. Malgrat aquests trasbalsos, la vila no para de créixer; les obres d'urbanització d'aquesta primera meitat de segle són limitades i se centren fonamentalment en les fortificacions i la plantada d'arbres al Firal durant la dominació napoleònica; l'any 1821 s'habilitarà el nou cementiri situat sota la muntanya del Montsacopa.